# Morocco Tennis Tour - Tanger
Il Morocco Tennis Tour - Tanger è stato un torneo professionistico di tennis giocato sulla terra rossa che faceva parte dell'ATP Challenger Tour. Si è giocato annualmente a Tangeri in Marocco dal 2008 al 2013.

## Albo d'oro

### Singolare
| Anno       | Campione            | Finalista            | Punteggio        |
| ---------- | ------------------- | -------------------- | ---------------- |
| 2013       | Pablo Carreño Busta | Michail Kukuškin     | 6-2, 4-1 ritiro  |
| 2012- 2011 | Non disputato       | Non disputato        | Non disputato    |
| 2010       | Stéphane Robert     | Aleksandr Dolhopolov | 7–6(5), 6–4      |
| 2009       | Marc López          | Pere Riba            | 5–7, 6–4, 7–6(9) |
| 2008       | Marcel Granollers   | Daniel Gimeno Traver | 6–4, 6–4         |

### Doppio
| Anno       | Campioni                             | Finalisti                             | Punteggio             |
| ---------- | ------------------------------------ | ------------------------------------- | --------------------- |
| 2013       | Nikola Ćirić Goran Tošić             | Maximilian Neuchrist Mate Pavić       | 6-3, 6-7(5–7), [10-8] |
| 2012- 2011 | Non disputato                        | Non disputato                         | Non disputato         |
| 2010       | Steve Darcis Dominik Meffert         | Uladzimir Ihnacik Martin Kližan       | 5–7, 7–5, [10–7]      |
| 2009       | Augustin Gensse Éric Prodon          | Giancarlo Petrazzuolo Simone Vagnozzi | 6–1, 7–6(3)           |
| 2008       | Miguel Ángel López Jaén Iván Navarro | Marc López Gabriel Trujillo Soler     | 6–3, 6(5)–7, 11–9     |